# Aislados (película de 2011)
Aislados (en inglés: The Divide) es una película de terror postapocalíptico dirigida por Xavier Gens y escrita por Karl Mueller y Eron Sheean. Fue protagonizada por Michael Biehn, Lauren German y Milo Ventimiglia. El 13 de enero de 2012 se estrenó en los Estados Unidos. A la venta en DVD el 17 de abril del mismo año

## Sinopsis
Tras un cataclismo que asola Nueva York, ocho personas se refugian en su sótano comunitario. Inesperadamente son invadidos y tiroteados por soldados con uniformes aislantes. Tras una escaramuza, con bajas en ambos lados, los supervivientes expulsan a los intrusos, aislándose por completo. Se inicia el verdadero horror. Encerrados, con ataques de claustrofobia y víveres contaminados por radiación, la desolación es máxima. Invadidos por la locura, se convierten en depredadores de sus iguales.

## Reparto
- Lauren German como Eva.
- Michael Biehn como Mickey.
- Milo Ventimiglia como Josh.
- Courtney B. Vance como Devlin.
- Ashton Holmes como Adrien.
- Rosanna Arquette como Marilyn.
- Iván González como Sam.
- Michael Eklund como Bobby.
- Abbey Thickson como Wendi.

## Recepción
Aislados recibió críticas generalmente negativas. Rotten Tomatoes lo califica con un 27%.
En Metacritic, su calificación fue de 28/100, que indica «críticas generalmente desfavorables».